# Czarnabiel
Czarnabiel (biał. Чарнабель; ros. Чернобель) – wieś na Białorusi, w obwodzie mohylewskim, w rejonie mohylewskim, w sielsowiecie Zawadskaja Słabada.